# Кломо
Кломо (фр. Clomot) насеље је и општина у источном делу централне Француске у региону Бургоња, у департману Златна обала која припада префектури Бон.
По подацима из 2011. године у општини је живело 121 становника, а густина насељености је износила 14,25 становника/km². Општина се простире на површини од 8,49 km². Налази се на средњој надморској висини од 395 метара (максималној 411 m, а минималној 353 m).

## Демографија
| 1962. | 1968. | 1975. | 1982. | 1990. | 1999. | 2011. |
| ----- | ----- | ----- | ----- | ----- | ----- | ----- |
| 152   | 152   | 141   | 130   | 122   | 123   | 121   |

График промене броја становника у току последњих година